# パック (アイスホッケー)

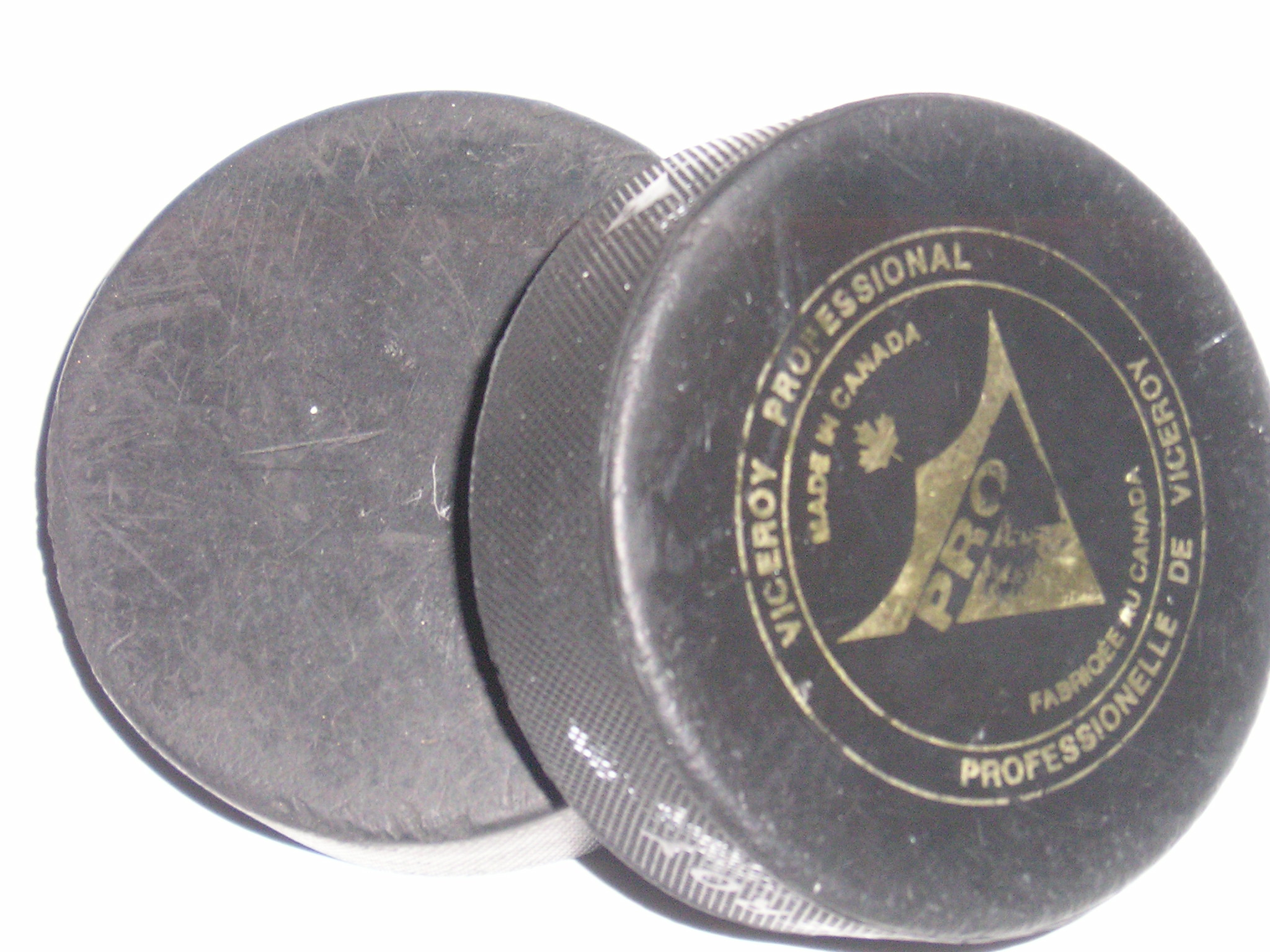
Two standard hockey pucks.

アイスホッケーにおけるパックとは球技におけるボールに相当するもので、加硫処理された硬質ゴム製の円盤である。アイスホッケーでは、これをスティックで弾きゴールに入れて得点を競う。一般的に、競技に用いられるパックの厚さは1インチ（2.54cm）直径は3インチ（7.62cm）、重量は5.5から6オンス（156-170g）である。

## 起源
アイスホッケーの起源については、カナダにおいて氷上でフィールドホッケーを行ったことに由来するとする説がある。そして、初めのころはフィールドホッケーのゴム製ボールを用いていたのであるが、このボールは固い氷上では弾みすぎると考えた選手たちが、ボールの上部と下部を切り落として今のパックの形状を作り出したと考えられている。

## パックという言葉の由来と転用
「パック」という言葉が使われるようになった起源ははっきりしていない。しかし、オックスフォード英語辞典によれば、動詞の「to puck」（棒状のもので突くという意味の「poke」と同語源）ということが示されており、アイルランド式ホッケーのハーリング（Hurling）というスポーツにおいて、ボールを打ち前に進める動作に使われる言葉に由来しているものと考えられている。
また、アメリカ合衆国の南部、とりわけダラスなどでは、「パック」のことを「ディスク」と呼ぶ場合もある。なお、英語圏ではかつて慣用句として「ホッケーパックのように口をつぐむ（"dumb as a hockey puck"）」という表現が用いられたこともある。
さらに「ホッケーパック」という言葉は、コンピューターのマウスを比喩する場合にも用いられることがある。この場合、小さく、丸く、やや非人間工学的な（unergonomically）デザインを揶揄する意味合いも含む。

## 使用方法
競技が開始する前にはパックを数時間冷やすが、その理由は氷上であまり弾まないようにするためと、氷上でよく滑るようにするためである。（パックの温度が高いと氷上に置いた際に氷を溶かして、めり込んでしまい動かなくなるため。）
スティックで打撃されたパックの速度は時速160km/hに達することがあり、アイスホッケーの試合においてパックに由来する怪我は珍しいものではない。NHLの試合では2002年3月16日、オハイオ州コロンバスで行われたコロンバス・ブルージャケッツ対カルガリー・フレームス戦において、アウトオブバウンズになったパックが観客席に飛び込んで観客の少女を直撃、頭蓋骨骨折で死亡する事故も起きている。

## パックの種類
パックには様々な種類があり、黒色で6オンスのものや、青色で4オンスのものもある。青色のものは、重いパックを扱うのには腕力が足りない若年の選手の練習用に用いられるのが通常である。また、1990年代後半頃から「スマートパック」という物が開発されたが、これは、その位置を電子的に追跡できる仕組みとなっており、テレビ中継でハイライトシーンを映し出すのに用いられる。

### 水中ホッケーにおける使用
水中ホッケーにおいてもパックが使用される。この場合、形状はほぼアイスホッケーに用いられるものと同様であるが、パックの核の部分に金属を埋め込み、プラスティックでコーティングし重量は1.5kg程度にし、プールの底にしっかりと沈み込むように作られている。試合は、両チーム各6人ずつで水中に沈められたゴールにパックを入れた数を競う。